# West River (Île-du-Prince-Édouard)
Pour les articles homonymes, voir West River.
West River est un village dans le comté de Queens sur l'Île-du-Prince-Édouard, au Canada, au sud-ouest de Charlottetown.